# Jean-Claude Simard
Jean-Claude Simard, né en 1932 à Saint-Félicien, est un artiste peintre québécois.

## Biographie
Jean-Claude Simard naît en 1932 à Saint-Félicien, au lac Saint-Jean. Il s'établit à Chibougamau en 1958, où il travaille comme mineur pendant une quinzaine d'années. Autodidacte, il débute la peinture en 1964, avant d'en faire une occupation à temps plein dès 1972.
Reconnu comme le premier artiste peintre de Chibougamau, sa pratique artistique immortalise la nature nordique, les paysages de la ville minière, de ses pionniers et de ses communautés autochtones,,. Conservant des liens étroits avec sa région natale, Jean-Claude Simard consacre de nombreuses œuvres aux paysages agricoles et ruraux du nord du lac Saint-Jean. Il s'intéresse particulièrement au patrimoine, qu'il tente de valoriser par l'art. Il s'implique aussi au sein de la Société d'histoire régionale de Chibougamau, et initie la restauration du moulin Fleury. En 1991 il s'installe à Sherbrooke.
Son médium de prédilection est la peinture à l'huile, mais il pratique aussi l'acrylique, le dessin pastel et l'aquarelle. Au cours de sa carrière artistique, Jean-Claude Simard participe à plus de 40 expositions. Lors de la saison 1986-1987, il expose une cinquantaine de toiles au musée Louis-Hémon, inspiré du roman Maria Chapdelaine. Trois ans plus tard une de ses toiles est sélectionnée par Télébec pour illustrer 220 000 annuaires téléphoniques au Québec. Il produit plus de 3500 toiles, portant principalement sur le patrimoine et paysages de la région de Chibougamau, du Saguenay-Lac-Saint-Jean et des Cantons de l'Est.

## Archives
Les archives de Jean-Claude Simard sont conservées à la Société d'histoire de la Baie-James.